# Emil Ábrányi (Schriftsteller)

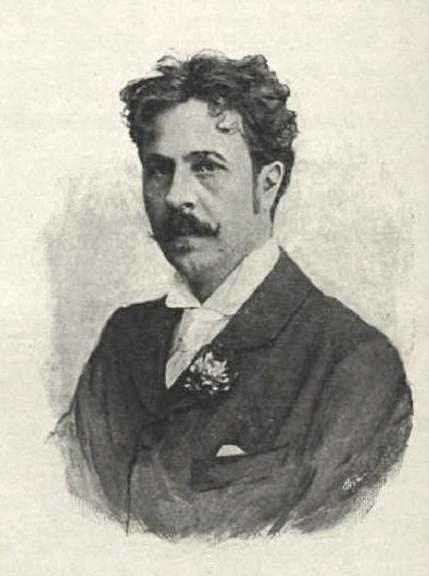
Emil Ábrányi (1897).

Emil Ábrányi (* 1. Januar 1851 in Pest; † 20. Mai 1920 in Szentendre) war ein ungarischer Schriftsteller, Journalist und Opernlibrettist. Er war Sohn des Komponisten Kornél Ábrányi und Vater des Komponisten und Dirigenten Emil Ábrányi.
Ábrányi verfasste mehrere Operntexte, die zum Teil später sein Sohn vertonte. Zudem übersetzte er fremdsprachige Libretti ins Ungarische.